# Borgo San Lorenzo
Borgo San Lorenzo é uma comuna italiana da região da Toscana, província de Florença, com cerca de 15.779 habitantes. Estende-se por uma área de 146 km², tendo uma densidade populacional de 108 hab/km². Faz fronteira com Fiesole, Firenzuola, Marradi, Palazzuolo sul Senio, Pontassieve, San Piero a Sieve, Scarperia, Vaglia, Vicchio.

## Demografia
| Variação demográfica do município entre 1861 e 2011                               |
|                                                                                   |
| Fonte: Istituto Nazionale di Statistica (ISTAT) - Elaboração gráfica da Wikipedia |